# McAllister (apellido)
McAllister es un apellido de Irlanda y Escocia con origen en el nombre gaélico Mac Alasdair, que significa "hijo de Alasdair". A su vez, Alasdair es la forma gaélica del nombre propio Alejandro.

## Historia
Los McAllister en gran parte proceden del Clan Donald escocés. El apellido se deriva del nombre personal Alejandro. Los McAllister llegaron a Úlster como guerreros extranjeros o Gallowglasses (del irlandés Gallóglaigh), a través de la invitación del clan MacDonnell. Hoy, la mayor población de este apellido se encuentra en los condados Antrim, Down, Londonderry, Fermanagh y Dublín. Por otro lado, el apellido se encuentra en áreas geográficas alrededor del mundo.

### Llegada a Irlanda
A diferencia de muchos apellidos escoceces que se encuentran hoy día en Úlster, los MacAllister no llegaron durante la Colonización del Úlster sino que se expandieron hacia Irlanda del Norte en épocas más antiguas; algunas familias del clan ya se habían establecido en ese lugar para el siglo XIV. Un número considerable de ellos también arribó siguiendo a los MacDonalds de Dunyvaig hacia Antrim, luego de que este clan perdiera sus tierras escocesas en el siglo XVII.
Tal como los MacDonalds, los MacAllister eran vistos como "gaélicos incivilizados", y no se los consideró como candidatos apropiados para la colonización del Úlster. Por lo tanto, no forman parte del grupo ahora conocido como Escoceses del Úlster (o irlandés-escocés)

## Variantes de Escritura
El apellido McAllister tiene muchas variantes de escritura debido a la amplia emigración. Algunas variantes comunes son
- MacAllister
- McAlister
- McAllister
- McCallister
- McCalister
- McAlaster
- McAlester
- McAlister
- McAllaster
- McAllester

## Demografía
| Adherencia religiosa en Irlanda | Porcentaje |
| ------------------------------- | ---------- |
| Católica                        | 50%        |
| Presbiteriana                   | 30%        |
| Anglicana                       | 20%        |

Tamaño de la muestra: 1,530 (1901). Es muy probable que estas cifras hayan cambiado de manera significativa.

## Enlaces
- Clan Mc Alister of America

- Datos: Q16932880
- Multimedia: McAllister (surname) / Q16932880